# Wasserturm Padborg
Der Wasserturm Padborg im Ort Padborg in Syddanmark war ursprünglich ein backsteinerner Wasserturm beim Bahnhof Padborg, der in den 1960er Jahren durch den heutigen, etwas höheren Betonbau, an ziemlich gleicher Stelle, ersetzt wurde. Dieser übernahm seine Benennung und seine Wasserversorgungsaufgabe.

## Lage
Der Wasserturm liegt an der nordwärts verlaufenden Straße Industrivej und wie der Straßenname schon verrät im Padborger Industriegebiet. Direkt 90 Meter östlich verläuft die von Norden nach Süden verlaufende Bahnstrecke Fredericia–Flensburg. 200 Meter östlich stehen die zugehörigen Bahnhofsgebäude. Padborgs Wasserturm ist weithin sichtbar und als höchstes Gebäude des Ortes dessen bestimmende „Landmarke“.

## Hintergrund
Einige Hausbesitzer hatten bereits vor 1919 im damals kleinen Ort Pattburg eine Wasserversorgungs-Gesellschaft gegründet. Die Gesellschaft betrieb ein Wasserwerk, das nur eine Kapazität von 3 m³ Wasser pro Stunde bereitstellte und an dem lediglich acht Grundstücke angeschlossen waren. 1919 kaufte der Mühlenbesitzer Nicolaus Schmidt dieses Wasserwerk.
Nach der Volksabstimmung in Schleswig im Jahr 1920 kam Pattburg zu Dänemark, wurde ein Grenzort mit einem Grenzbahnhof und erhielt den dänischen Namen Padborg. Zahlreiche Mitarbeiter der Dänischen Staatsbahnen, der dänischen Polizei sowie der Grenzgendarmerie wurden in Padborg angesiedelt. Der Ort begann bevölkerungsmäßig und baulich erheblich anzuwachsen. Das Wasserwerk wurde ebenfalls ausgebaut, so entstanden mehrere neue Bohrlöcher und ein weitflächigeres Rohrnetz. 1939 wurde das Wasserwerk Frøslev übernommen.
Wann genau der Wasserturm Padborgs errichtet wurde, ist unklar. In den 1930er Jahren existierte er vermutlich bereits. 1965/66 ließ Arthur Schmidt, der das Wasserwerk von seinem Vater geerbt hatte, weniger Meter vom alten den heutigen Wasserturm errichten und seinen Vorgängerbau abbauen.
Der benachbarte Mühlengebäudekomplex, den sein Bruder geerbt hatte, wurde in den 1970er Jahren abgerissen und durch einen Neubau ersetzt. 1971 kaufte die Gemeinde Bov das Wasserwerk und damit den Wasserturm von Arthur Schmidt.
Der heutige Wasserturm ist 28 Meter hoch und besitzt eine Wasserkapazität von 500 m³. Die Architekten waren Kjæhr & Trillingsgaard. Die Architektur lehnt sich grob an der Gestaltung des vorherigen Wasserturmes an, dessen spitzer Helm nicht übernommen wurde. Der Wasserturm dient bis heute der lokalen Wasserversorgung.